# Mayiladuthurai
Mayiladuthurai är en stad i den indiska delstaten Tamil Nadu, och tillhör distriktet Nagapattinam. Folkmängden uppgick till 85 632 invånare vid folkräkningen 2011.